# Phantasy Star Online
Phantasy Star Online (OT: jap. ファンタシースターオンライン, Fantashī Sutā Onrain) (kurz PSO) ist ein Computer-Rollenspiel, das auf dem ersten Spiel, Phantasy Star, einer gleichnamigen Computerspielreihe basiert. und erschien zunächst auf Segas Dreamcast. Später folgten Portierungen auf Windows, Nintendo GameCube, und Xbox. Es war das erste Online-Rollenspiel für eine Spielkonsole. Es erschien am 21. Dezember 2000 in Japan und am 23. Februar 2001 in Europa. Über die Jahre entstand eine weltweite Fangemeinde, welche sich zum Teil auch in Clans organisiert.

## Hintergrundgeschichte
Die Bewohner des fast zerstörten Planeten Ragol rufen das Pioneer Project ins Leben, um eine neue Heimat zu finden. Sie schicken das Raumschiff Pioneer 1 zum einzigen in Frage kommenden Planeten namens Ragol, um diesen zu erforschen und die Kolonisierung vorzubereiten. Nach Abschluss der Vorbereitungen bricht ein zweites Raumschiff namens Pioneer 2 nach Ragol auf, um die Bewohner von Coral in die neue Heimat zu bringen. Bei der Ankunft beobachten die Passagiere der Pioneer 2 jedoch eine Explosion auf Ragol und der Funkkontakt zur Oberfläche bricht ab. Die Leitung von Pioneer 2 beschließt, die Hunter der Söldnergilde Hunter’s Guild damit zu beauftragen, die Hintergründe der Explosion zu erforschen und das Schicksal der Pioneer 1 aufzudecken. Außerdem wird man darum gebeten, die Tochter des obersten Regierungschefs zu finden. Dies gilt für Episode 1.
In Episode 2 wird man von der Forschungseinrichtung der Pioneer 2 beauftragt, die Gebäude des Pioneer 1 Projektes aufzusuchen, beispielsweise eine Unterwasser-Forschungsstation.

## Spielablauf
Der Schwerpunkt des Spiels liegt im Onlinespiel. Der Spieler erstellt zunächst seinen Charakter. Es stehen drei Charakterklassen mit jeweils vier verschiedenen Charakteren zur Verfügung, welche sich optisch und spielerisch unterscheiden. Gesicht, Kleidung, Körperbau, Haut- und Haarfarbe können ebenfalls vom Spieler bestimmt werden. Anschließend kann zwischen verschiedenen, nach Standort sortierten Servern gewählt werden. Die Spielregeln sind auf allen Servern gleich.
Die Server sind darüber hinaus in Blöcke unterteilt. Hier können Spieler nun in Lobbys andere Spieler treffen und sich unterhalten. Sobald man sich auf die Art des Spiels geeinigt hat, treten bis zu vier Spieler einem Team bei und das Spielgeschehen wird in einem Ausgangsbereich fortgesetzt. Der Ausgangsbereich besteht aus einem Handelssektor, die Bank, das Lazarett, einem Teleporter zum Principal und der Hunter’s Guild. Hier können Gegenstände erworben, spätere Verletzungen geheilt und neue Missionen für die Hunter’s Guild angenommen werden.
Über einen Teleporter gelangen die Spieler auf die Oberfläche des Planeten Ragol bzw. in die einzelnen Spielgebiete, deren Struktur zufällig generiert wird. Ziel ist es, zum Endgegner des Gebiets vorzudringen und diesen zu besiegen. Auf dem Weg müssen zahlreiche Gegner durch Einsatz von Waffen und Zaubern besiegt werden, wie es für Spiele des Genres Hack and Slay üblich ist. Hierfür erhalten die Spieler auch Erfahrungspunkte, welche den Level und somit die Spielstärke einer Spielfigur steigern.
Alternativ können die Spieler auch Missionen für die Hunter’s Guild bestreiten. Durch sie erfahren die Spieler mehr Details über die Hintergrundgeschichte und die Bewohner von Pioneer 2. Die Missionsziele unterscheiden sich von Mission zu Mission, häufig spielt jedoch das Finden bestimmter Gegenstände in Dungeons eine Rolle.

## Andere Spielmodi
- Challenge Mode: Spieler müssen mit vorbestimmten Level und Ausrüstung das Missionsziel in kürzester Zeit erreichen. Die Mission scheitert sobald ein Mitglied des Teams stirbt.
- Battle Mode: Deathmatch-Modus, in dem nach wählbaren Regeln gegeneinander gespielt wird und Spieler sich gegenseitig angreifen können.

## Kommunikation
Spieler können Online per Chat miteinander kommunizieren. Für die Dreamcast und den GameCube ist es möglich, eine Tastatur zu erwerben. Dadurch beschleunigt sich der Vorgang des Schreibens, welcher ohne DC/GC-Tastatur nur per Controller möglich ist. Außerdem verfügt jeder Spieler über eine Guild Card welche an andere Spieler beliebig oft ausgehändigt werden kann. Durch Besitz der Guild Card eines Spielers kann man diesem Nachrichten namens Simple Mail zuschicken und dessen Online-Status abfragen (ähnlich dem Instant Messaging).
Über ein Feature namens Word Select kann im Chat durch das Auswählen und Zusammensetzen hunderter verfügbarer Wörter und Satzteile eine vollständige Aussage entstehen, welche dann automatisch in die Landessprache anderer Spieler übersetzt wird.
Mit Symbol Chat können durch Verwendung verschiedener Symbole Smileys zusammengesetzt und im Chat als Grafik dargestellt werden.
Das Verwenden eines Headsets ist auf die Xbox-Fassung beschränkt. Durch einen Stimmenverzerrer kann die Stimme des Sprechers so verändert werden, dass sie beispielsweise einem Androiden ähnelt, um dem Auftreten mehr Authentizität zu verleihen.

## Chronologie
Neben der ursprünglichen Version für die Dreamcast, sind seit 2000 weitere Versionen und Nachfolger erschienen:
- PSO Ver. 2 (Sega Dreamcast, erweiterte Levels, Items und neue Spielmodi)
- PSO (Windows, entspricht der Dreamcast-Version PSO Ver.2)
- PSO Episode 1&2 (Nintendo GameCube und Xbox)
- PSO Episode 1&2 Ver 1.1 (Nintendo GameCube, nur in Japan erschienen)
- PSO Episode 1&2 Plus (Nintendo GameCube, nur in Japan und den USA erschienen)
- PSO Episode 3 C.A.R.D. Revolution (Nintendo GameCube)
- PSO Blue Burst (Windows PC, enthält die Episoden 1 und 2, sowie die komplett neue Episode 4 mit drei neuen Gebieten und vielen neuen Gegenständen)

Am 31. August 2006 erschien in Japan der PSO-Nachfolger Phantasy Star Universe für die PlayStation 2, Xbox 360 und den PC. Neben dem Onlinespiel soll ein 40-stündiger Offline-Einspielermodus enthalten sein.
Am 24. November 2006 erschien das Spiel auch im deutschen Handel.
Im Dezember 2006 gab Sega bekannt, die Server für folgende Teile des Spieles am 1. April 2007 abzuschalten:
- PSO, Dreamcast
- PSO Vers. 2, Dreamcast
- PSO Episode 1 & 2, GameCube
- PSO Episode 1 & 2 Plus, GameCube
- PSO Episode 3 C.A.R.D. Revolution, GameCube

Im April 2008 wurden die offiziellen Server von Phantasy Star Online: Blue Burst für Nordamerika und der USA abgeschaltet, die japanische Fassung wurde am 27. Dezember 2010 abgeschaltet. Anlässlich des 10. Geburtstages von Phantasy Star Online gab SEGA kürzlich die Veröffentlichung von PSO 2 für 2011 bekannt. Angekündigt ist bisher nur eine Umsetzung für PC, eine Konsolenversion sollte jedoch nicht ausgeschlossen werden.

## Spielentgelte
PSO und PSO Ver.2 waren auf der Dreamcast in Europa bis zum 1. April 2007 kostenlos online spielbar. Seit 2006 funktioniert dies auch mit der japanischen Version. Danach wurden die Server der GameCube- und Dreamcast-Version abgestellt. In den USA fielen rund 6 Euro Gebühren für 3 Monate an, um PSO auf der Dreamcast online im Multiplayer spielen zu können.

## Cheats
Obwohl für die Konsolenvarianten des Spiels meist der Erwerb spezieller Cheat-Software wie eines Action Replays nötig war, nutzten viele Spieler diese Möglichkeit, um an seltene oder sogar im gewöhnlichen Spielbetrieb nicht mehr erhältliche Items zu gelangen (etwa weil bestimmte Items nur im Rahmen zeitlich begrenzter Events erhältlich waren). Auch nutzten viele Cracker diese Schwachstelle des Spiels aus, um andere Spieler zu belästigen, also beispielsweise vom Server zu „kicken“ oder in Nicht-PvP-Gebieten zu töten.

## Trivia
- In Episode 1&2 für Nintendo GameCube existiert ein Bug, der es ermöglicht, durch Verbinden des Breitband-Adapters mit einem PC eigenen Code einzuschleusen. Durch verwenden eines Disc Servers auf dem PC kann man sogar Disc-Images von kommerziellen GameCube-Spielen abspielen.
- Das Spiel wurde mehrere Male online erweitert. Das heißt, wenn man mit dem Internet verbunden ist, stehen neue Quests und teilweise neue Dungeons zur Verfügung.
- Die offiziellen Server wurden abgeschaltet. Fans haben private Server aufgesetzt, darunter SCHTHACK[2] und Sylverant,[3] für Phantasy Star Online Blue Burst, welches exklusiv für den PC erschienen ist, der private Server Ephinea.[4]